# Tetraonyx incarinata
Tetraonyx incarinata es una especie de coleóptero de la familia Meloidae.

## Distribución geográfica
Habita en Brasil.